# 安托万·帕尔芒捷

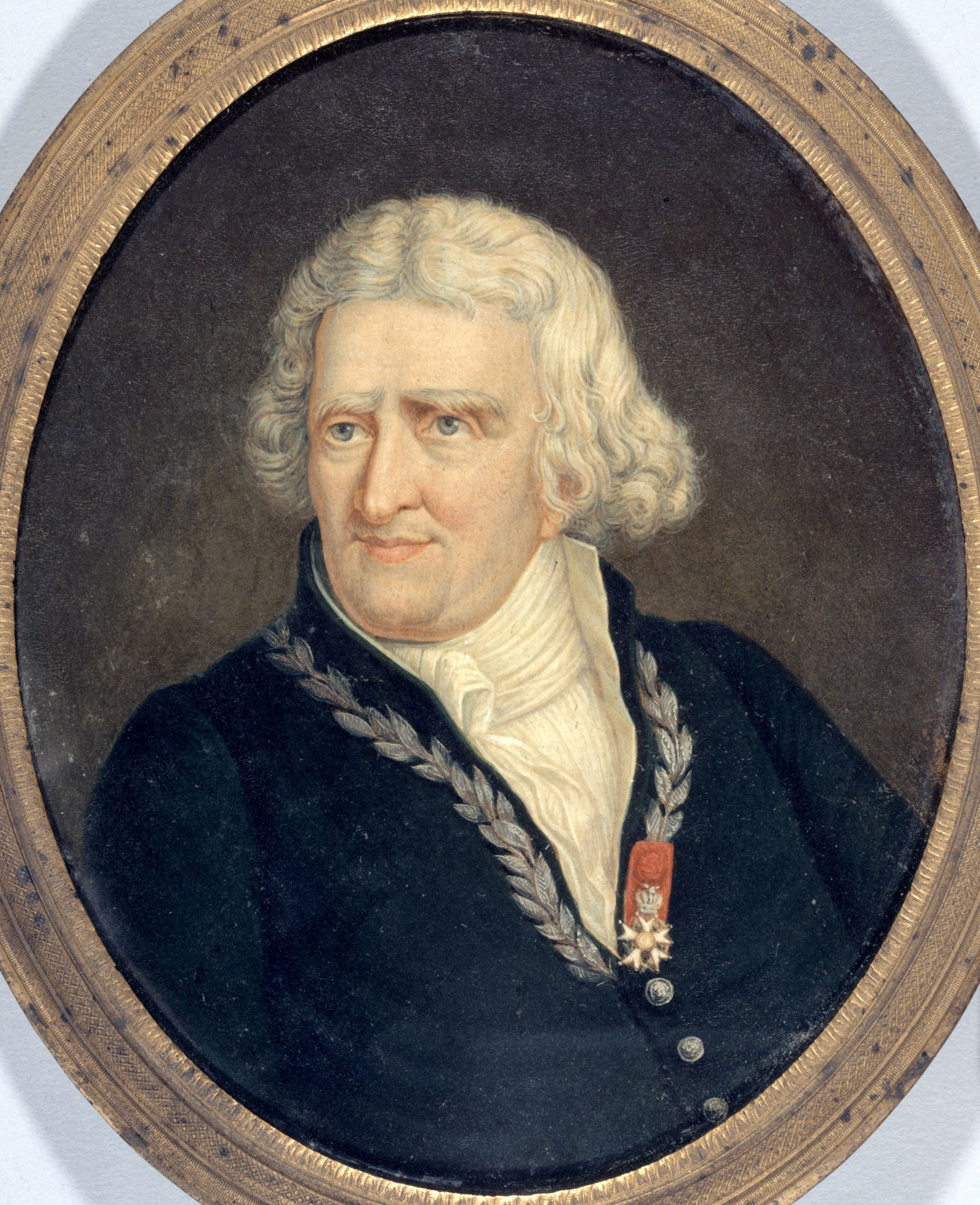
肖像

安托万·奥古斯丁·帕尔芒捷（法語：Antoine Augustin Parmentier，法語發音：[ɑ̃twan oɡystɛ̃ paʁmɑ̃tje]；1737年8月12日—1813年12月17日），法国随军药剂师、农学家、营养学家及卫生学家。
安托万·帕尔芒捷是食品化学和有机农业的先驱。但他最为人知的事迹是促进了马铃薯在欧洲的推广。1785年，由路易十六下令，帕尔芒捷将刚刚引入法国的马铃薯在塞纳河畔讷伊的萨布隆（Les Sablons）平地上试种。为了纪念这一功绩，讷伊市政厅的门前树立起了一尊帕尔芒捷的雕像。